# Prêmio Irving Langmuir
O Prêmio Irving Langmuir em físico-química é concedido anualmente, em anos pares pela American Chemical Society e em anos ímpares pela American Physical Society. O prêmio é destinado ao reconhecimento e encorajamento de pesquisas de excepcional interdisciplinaridade em química e física, no sentido impregnado por Irving Langmuir. O nominado ao prêmio tem de ser responsável por contribuições fundamentais à físico-química ou química física no espaço temporal de 10 anos anteriormente ao ano de concessão do prêmio. A condição restritiva do prêmio é que o agraciado tem de residir nos Estados Unidos.

## Laureados
- Fontes:
  - American Chemical Society (Anos pares)[1]
  - American Physical Society (Anos ímpares)[2]

- 1931 Linus Pauling
- 1932 Oscar Knefler Rice
- 1933 Frank Spedding[3]
- 1936 John Gamble Kirkwood[4]
- 1965 John Hasbrouck Van Vleck
- 1966 Herbert S. Gutowsky
- 1967 John Clarke Slater
- 1968 Henry Eyring
- 1969 Charles Pence Slichter
- 1970 John Pople
- 1971 Michael Fisher
- 1972 Harden McConnell
- 1973 Peter Michael Rentzepis
- 1974 Harry George Drickamer
- 1975 Robert H. Cole
- 1976 John S. Waugh
- 1977 Aneesur Rahman
- 1978 Rudolph Arthur Marcus
- 1979 Donald S. McClure
- 1980 William Klemperer
- 1981 Willis H. Flygare
- 1982 Benjamin Widom
- 1983 Dudley Robert Herschbach
- 1984 Robert W. Zwanzig
- 1985 Richard Zare
- 1986 Sidney W. Benson
- 1987 Martin Karplus
- 1988 Richard B. Bernstein
- 1989 Frank H. Stillinger
- 1990 William H. Miller
- 1991 Richard Smalley
- 1992 John Ross
- 1993 J. David Litster
- 1994 Robert G. Parr
- 1995 George B. Benedek
- 1996 W. Carl Lineberger
- 1997 Jack H. Freed
- 1998 Alexander Pines
- 1999 Daniel Kivelson
- 2000 Richard J. Saykally
- 2001 Louis Brus
- 2002 Mostafa A. El-Sayed
- 2003 Phaedon Avouris
- 2004 Mark A. Ratner
- 2005 David Chandler
- 2006 F. Fleming Crim, Jr.
- 2007 Gabor A. Somorjai
- 2008 Daniel M. Neumark
- 2009 William Moerner
- 2010 A. Welford Castleman Jr.
- 2011 Stephen Leone
- 2012 James L. Skinner
- 2013 Wilson Ho
- 2014 Mark A. Johnson
- 2015 Jens K. Nørskov
- 2016 George Chappell Schatz
- 2017 Emily Carter
- 2018 George William Flynn[5]
- 2019 Devarajan Thirumalai
- 2020 Veronica Vaida[6]